# Papiro di Ossirinco 1
Il Papiro di Ossirinco 1 (P. Oxy. I 1) è un singolo foglio di papiro, proveniente da un codice andato perduto, sul quale è scritto, in greco, una parte del Vangelo di Tommaso: i logia (detti di Gesù) dal 26 al 28 su un lato e dal 29 al 33 sull'altro.
Alla fine del logion 30 sono inclusi gli ultimi due versetti del logion 77 della versione copta di Nag Hammadi del Vangelo.

## Descrizione
Il foglio originale misura 140-148 per 90-95 mm.
Il testo, scritto in lettere onciali, è disposto su una colonna di 21 righe per pagina. 
L'ultima riga è frammentata.
C'è una impaginazione nell'angolo in alto a destra (numero ΙΑ = 11 sul verso).
I nomina sacra sono scritti con abbreviazioni (ΙΣ, ΘΥ, ΠΡΑ, ΑΝΩΝ).

## Datazione
Il frammento, databile alla prima metà del III secolo, è il più antico manoscritto del Vangelo di Tommaso.

## Scoperta
Fu il primo dei Papiri di Ossirinco rinvenuti nel 1897 da Grenfell e Hunt nella cittadina egiziana di Ossirinco, 
è stato scoperto da Hunt il secondo giorno degli scavi.
Secondo Grenfell e Hunt, che hanno identificato questo frammento solo come Logia Iesu (Detti di Gesù), il manoscritto originale conteneva una raccolta di logia indipendenti dai quattro Vangeli. 
Essi lo classificarono come non-eretico e lo collocarono prima del 140 d.C.
Grenfell e Hunt non si resero conto di aver scoperto una parte del Vangelo di Tommaso poiché all'epoca non esisteva un testo di riferimento. 
L'unica copia completa del Vangelo di Tommaso, una versione copta, è stata trovata nel 1945 a Nag Hammadi insieme a una collezione di testi gnostici dei primi cristiani, solo dopo tale scoperta è stato possibile attribuire correttamente il testo del Papiro di Ossirinco 1 al Vangelo di Tommaso.
Grenfell e Hunt hanno in seguito rinvenuto altri due frammenti di questo vangelo apocrifo: P. Oxy. 654 e P. Oxy. 655.
L'Egypt Exploration Fund nel novembre 1900 ha affidato P. Oxy. I 1 alla Biblioteca Bodleiana dove è conservato (Ms. Gr. th. e 7 (P)).